# Обдукција
Обдукција је процес навлачења океанске коре или стена из мантла на континенталну кору. Тај процес дешава се у конвергентним границама плоча. 
Обдукција се дешава на месту где је део континенталне коре „заробљен“ у зони субдукције, што доводи до навлачења океанских мафитских и ултрамафитских стена из мантла, преко континенталне коре. Обдукција се најчешће дешава у случају када се мала тектонска плоча налази између две веће плоче. 